# Phoenix Suns 2020-2021
La stagione 2020-2021 dei Phoenix Suns è stata la 53ª stagione della franchigia nella NBA.

## Draft
| Giro | Scelta | Giocatore   | Ruolo | Nazionalità | Università/Squadra |
| ---- | ------ | ----------- | ----- | ----------- | ------------------ |
| 1    | 10     | Jalen Smith | AG    | Stati Uniti | Maryland Terrapins |

## Roster
| \| Pos. \| Num. \| Naz. \| Nome \| Altezza \| Peso \| Data nascita \| Provenienza \| \| ----- \| ---- \| ---- \| ------------------ \| ------- \| ------ \| ------------ \| -------------- \| \| C \| 22 \| \| Ayton, Deandre \| 211 cm \| 113 kg \| 23-07-1998 \| Arizona \| \| G \| 55 \| \| Moore, E'Twaun \| 191 cm \| 87 kg \| 25-02-1990 \| Purdue \| \| G \| 1 \| \| Booker, Devin \| 196 cm \| 93 kg \| 30-10-1996 \| Kentucky \| \| AP \| 25 \| \| Bridges, Mikal \| 198 cm \| 95 kg \| 30-08-1996 \| Villanova \| \| P \| 4 \| \| Carter, Jevon \| 185 cm \| 91 kg \| 14-09-1995 \| West Virginia \| \| AP/AG \| 99 \| \| Crowder, Jae \| 198 cm \| 107 kg \| 06-07-1990 \| Marquette \| \| G/AP \| 12 \| \| Craig, Torrey \| 201 cm \| 100 kg \| 19-12-1990 \| USC Upstate \| \| AG/C \| 10 \| \| Smith, Jalen \| 208 cm \| 98 kg \| 16-03-2000 \| Maryland \| \| AP \| 23 \| \| Johnson, Cameron \| 203 cm \| 95 kg \| 03-03-1996 \| North Carolina \| \| P \| 15 \| \| Payne, Cameron \| 185 cm \| 83 kg \| 08-08-1994 \| Murray State \| \| AG/C \| 8 \| \| Kaminsky, Frank \| 213 cm \| 109 kg \| 04-04-1993 \| Wisconsin \| \| G \| 0 \| \| Alexander, Ty-Shon \| 191 cm \| 88 kg \| 12-07-1998 \| Creighton \| \| P \| 2 \| \| Galloway, Langston \| 185 cm \| 91 kg \| 09-12-1991 \| Saint Joseph's \| \| P \| 3 \| \| Paul, Chris \| 183 cm \| 79 kg \| 06-05-1985 \| Wake Forest \| \| AP \| 11 \| \| Nader, Abdel \| 196 cm \| 102 kg \| 20-09-1993 \| Iowa State \| \| AG/C \| 20 \| \| Šarić, Dario \| 208 cm \| 102 kg \| 08-04-1994 \| Croazia \| | Allenatore - Monty Williams Assistente/i - Randy Ayers - Mark Bryant - Willie Green - Brian Randle - Kevin Young Legenda - (C) Capitano - (FA) Free agent - (S) Sospeso - (TW) Contratto Two-way - (GL) Assegnato a squadra G League affiliata - Infortunato Roster • Transazioni · Ultima transazione: 18 marzo 2021 |                                            |                    |         |        |              |                |
| Pos. | Num. | Naz.                                       | Nome               | Altezza | Peso   | Data nascita | Provenienza    |
| C | 22 | Bahamas (bandiera)                         | Ayton, Deandre     | 211 cm  | 113 kg | 23-07-1998   | Arizona        |
| G | 55 | Stati Uniti (bandiera)                     | Moore, E'Twaun     | 191 cm  | 87 kg  | 25-02-1990   | Purdue         |
| G | 1 | Stati Uniti (bandiera)                     | Booker, Devin      | 196 cm  | 93 kg  | 30-10-1996   | Kentucky       |
| AP | 25 | Stati Uniti (bandiera)                     | Bridges, Mikal     | 198 cm  | 95 kg  | 30-08-1996   | Villanova      |
| P | 4 | Stati Uniti (bandiera)                     | Carter, Jevon      | 185 cm  | 91 kg  | 14-09-1995   | West Virginia  |
| AP/AG | 99 | Stati Uniti (bandiera)                     | Crowder, Jae       | 198 cm  | 107 kg | 06-07-1990   | Marquette      |
| G/AP | 12 | Stati Uniti (bandiera)                     | Craig, Torrey      | 201 cm  | 100 kg | 19-12-1990   | USC Upstate    |
| AG/C | 10 | Stati Uniti (bandiera)                     | Smith, Jalen       | 208 cm  | 98 kg  | 16-03-2000   | Maryland       |
| AP | 23 | Stati Uniti (bandiera)                     | Johnson, Cameron   | 203 cm  | 95 kg  | 03-03-1996   | North Carolina |
| P | 15 | Stati Uniti (bandiera)                     | Payne, Cameron     | 185 cm  | 83 kg  | 08-08-1994   | Murray State   |
| AG/C | 8 | Stati Uniti (bandiera)                     | Kaminsky, Frank    | 213 cm  | 109 kg | 04-04-1993   | Wisconsin      |
| G | 0 | Stati Uniti (bandiera)                     | Alexander, Ty-Shon | 191 cm  | 88 kg  | 12-07-1998   | Creighton      |
| P | 2 | Stati Uniti (bandiera)                     | Galloway, Langston | 185 cm  | 91 kg  | 09-12-1991   | Saint Joseph's |
| P | 3 | Stati Uniti (bandiera)                     | Paul, Chris        | 183 cm  | 79 kg  | 06-05-1985   | Wake Forest    |
| AP | 11 | Egitto (bandiera) · Stati Uniti (bandiera) | Nader, Abdel       | 196 cm  | 102 kg | 20-09-1993   | Iowa State     |
| AG/C | 20 | Croazia (bandiera)                         | Šarić, Dario       | 208 cm  | 102 kg | 08-04-1994   | Croazia        |

## Uniformi
- Casa

| Association |

- Trasferta

| Icon |

- Alternativa

| Statemant |

- Alternativa

| City |

## Classifiche

### Pacific Division
| Pacific Division     | V  | S  | V%   | PR   | Casa  | Trasf | Div | PG |
| -------------------- | -- | -- | ---- | ---- | ----- | ----- | --- | -- |
| y – Phoenix Suns     | 51 | 21 | .708 | 1,0  | 27–9  | 24–12 | 7–5 | 72 |
| x – L.A. Clippers    | 47 | 25 | .653 | 5,0  | 26–10 | 21–15 | 9–3 | 72 |
| xp – L.A. Lakers     | 42 | 30 | .583 | 10,0 | 21–15 | 21–15 | 4–8 | 72 |
| ep – G.S. Warriors   | 39 | 33 | .542 | 13,0 | 25–11 | 14–22 | 5–7 | 72 |
| e – Sacramento Kings | 31 | 41 | .431 | 21,0 | 16–20 | 15–21 | 5–7 | 72 |

### Western Conference
| Western Conference | Western Conference      | Western Conference | Western Conference | Western Conference | Western Conference | Western Conference |
| #                  | Squadra                 | V                  | S                  | V%                 | PR                 | PG                 |
| ------------------ | ----------------------- | ------------------ | ------------------ | ------------------ | ------------------ | ------------------ |
| 1                  | c – Utah Jazz *         | 52                 | 20                 | .722               | –                  | 72                 |
| 2                  | y – Phoenix Suns *      | 51                 | 21                 | .708               | 1,0                | 72                 |
| 3                  | x – Denver Nuggets      | 47                 | 25                 | .653               | 5,0                | 72                 |
| 4                  | x – L.A. Clippers       | 47                 | 25                 | .653               | 5,0                | 72                 |
| 5                  | y – Dallas Mavericks *  | 42                 | 30                 | .583               | 10,0               | 72                 |
| 6                  | x – Portland T. Blazers | 42                 | 30                 | .583               | 10,0               | 72                 |
|                    |                         |                    |                    |                    |                    |                    |
| 7                  | xp – L.A. Lakers        | 42                 | 30                 | .583               | 10,0               | 72                 |
| 8                  | xp – Memphis Grizzlies  | 38                 | 34                 | .528               | 14,0               | 72                 |
| 9                  | ep – G.S. Warriors      | 39                 | 33                 | .542               | 13,0               | 72                 |
| 10                 | ep – San Antonio Spurs  | 33                 | 39                 | .458               | 19,0               | 72                 |
|                    |                         |                    |                    |                    |                    |                    |
| 11                 | e – N.O. Pelicans       | 31                 | 41                 | .431               | 21,0               | 72                 |
| 12                 | e – Sacramento Kings    | 31                 | 41                 | .431               | 21,0               | 72                 |
| 13                 | e – Minnesota T'wolves  | 23                 | 49                 | .319               | 29,0               | 72                 |
| 14                 | e – Oklahoma Thunder    | 22                 | 50                 | .306               | 30,0               | 72                 |
| 15                 | e – Houston Rockets     | 17                 | 55                 | .236               | 35,0               | 72                 |

Note:
- z – Fattore campo per gli interi playoff
- c – Fattore campo per le finali di Conference
- y – Campione della division
- x – Qualificata ai playoff
- p – Qualificata ai play-in
- e – Eliminata dai playoff
- * – Leader della division

## Mercato

### Free Agency

#### Prolungamenti contrattuali
| Data             | Giocatore      | Contratto              |
| ---------------- | -------------- | ---------------------- |
| 23 novembre 2020 | Jevon Carter   | 3 anni - $11,5 milioni |
| 28 novembre 2020 | Dario Šarić    | 3 anni - $27 milioni   |
| 22 dicembre 2020 | Frank Kaminsky | 1 anno - $1.737.145    |

#### Acquisti
| Data             | Giocatore         | Contratto            | Provenienza        |
| ---------------- | ----------------- | -------------------- | ------------------ |
| 24 novembre 2020 | Ty-Shon Alexander | Contratto Two-way    | Creighton Bluejays |
| 28 novembre 2020 | Jae Crowder       | 3 anni - $30 milioni | Miami Heat         |
| 30 novembre 2020 | Damian Jones      | 2 anni - $3.714.156  | Atlanta Hawks      |
| 30 novembre 2020 | E'Twaun Moore     | 1 anno - $2.331.593  | N.O. Pelicans      |
| 30 novembre 2020 | Langston Galloway | 1 anno - $2.174.318  | Detroit Pistons    |

#### Cessioni
| Giocatore          | Motivo     | Nuova squadra    |
| ------------------ | ---------- | ---------------- |
| Tariq Owens        | Free agent | Long Island Nets |
| Frank Kaminsky III | Rilasciato | Sacramento Kings |
| Cheick Diallo      | Rilasciato | Avtodor Saratov  |
| Aron Baynes        | Free agent | Toronto Raptors  |
| Élie Okobo         | Rilasciato | Brooklyn Nets    |
| Damian Jones       | Rilasciato | L.A. Lakers      |

### Scambi
| 16 novembre 2020 | Phoenix Suns Chris Paul Abdel Nader | Oklahoma Thunder Ricky Rubio Kelly Oubre Jr. Jalen Lecque Ty Jerome Scelta 1º giro Draft 2022 protetta Top-12 |
| 18 marzo 2021    | Phoenix Suns Torrey Craig           | Memphis Grizzlies Cash Considerations                                                                         |